# Apple Watch Series 2
Apple Watch Series 2 (pubblicizzato come:  WATCH Series 2) è il successore diretto di Apple Watch series 1 e dell'Apple Watch di prima generazione (ora chiamato Apple Watch Series 0).
L'orologio di casa Apple è stato presentato durante il keynote del 7 settembre 2016, tenutesi presso il Bill Graham Civic Auditorium di San Francisco, assieme all'iPhone 7 e all'iPhone 7 Plus.
Al momento sono commercializzati 4 diversi modelli, differenziati a seconda degli utilizzi, ma tutti richiedono la presenza di un iPhone (di quinta o successiva generazione) per la maggior parte della funzionalità. I cinque modelli (Apple Watch, Apple Watch Nike+, Apple Watch Hermès e Apple Watch Edition) sono composti ognuno da diversi materiali, possono avere diversi cinturini differenziati anch'essi dai diversi materiali utilizzati (come fluoroelastomero, acciaio inossidabile, pelle e nylon). Sono inoltre disponibili 2 dimensioni della cassa: 38 mm o 42 mm.

## Funzionalità
Apple Watch Series 2, oltre alle classiche funzioni dell'Apple Watch Series 1, è in grado di resistere all'acqua fino a una profondità di 50 metri. Presenta un nuovo processore dual-core e un display due volte più luminoso rispetto al suo predecessore.
Ha integrato un GPS che permette di tener registrati i vari allenamenti anche in assenza dell'iPhone. Sono inoltre state aggiunte nuove attività, come il nuoto.
Apple Watch Nike+ è una versione di Apple Watch Series 2 creata per coloro che vogliono sempre tenersi in allenamento. Presenta nuovi cinturini con fori per prenderlo più traspirante e leggero. Sono presenti anche quadranti esclusivi e messaggi di motivazione. Con l’arrivo dell'Apple Watch Series 3 presentato durante il Keynote del 12 settembre 2017, è stato messo fuori produzione; pertanto rimangono in vendita solo il Watch Series 1 ed il Watch Series 3.

## Modelli
Apple Watch Series 2 è commercializzato in 4 modelli diversi che si differenziano per il materiale della cassa, dei cinturini, per lo schermo touch e per alcuni quadranti. Il suo predecessore, l'Apple Watch Series 1, era inizialmente venduto in 3 diversi modelli: l'Apple Watch Sport, l'Apple Watch e l'Apple Watch Edition (oltre alla partnership con Hermès); la Series 2 riunisce i precedenti Apple Watch Sport e Apple Watch in "Apple Watch", differenziandoli dal materiale e dal colore della cassa.

### Apple Watch
Apple Watch è il modello base dell'Apple Watch Series 2. Può avere la cassa in alluminio o in acciaio inossidabile. Quella in alluminio è disponibile in 4 colorazioni: argento, oro, oro rosa e grigio siderale; quella in acciaio inossidabile è disponibile anche nella colorazione grigio siderale, oltre al colore stesso acciaio inossidabile.
L'Apple Watch con la cassa in alluminio è distribuito con i cinturini sport e in nylon; quello con la cassa in acciaio inossidabile è distribuito con i cinturini sport, Classic, Modern, loop in pelle, loop in maglia milanese e bracciale a maglie.

### Apple Watch Nike+
L'Apple Watch Nike+ è nato dalla collaborazione di Apple con Nike (azienda). È venduto con il nuovo cinturino Nike Sport, in fluoroelastomero forato per renderlo più leggero e traspirante. Sono disponibili svariati quadranti esclusivi ed esclusive notifiche di motivazione a correre.
Il prezzo varia da 439 € per la cassa da 38 mm e 469 € per quella da 42 mm, indipendentemente dal cinturino associato.

### Apple Watch Hermès
Apple Watch Hermès è stato creato grazie a una partnership con la stessa Hermès. È costruito con una cassa in acciaio inossidabile, la stessa di Apple Watch, ed è venduto con 6 diversi cinturini in pelle lavorata a mano: Double Manchette in pelle Swift, Simple Tour in pelle Epsom, Simple Tour in pelle Barénia, Simple Tour Déployant in pelle Barénia, Double Tour in pelle Swift e Double Tour in pelle Barémia.
I prezzi variano da 1369 € a 1769 €, in base alla grandezza della cassa e al cinturino scelto.

### Apple Watch Edition
L'Apple Watch Edition è formato da una cassa in ceramica bianca. Essa è quattro volte più dura dell’acciaio inossidabile ed è creata partendo da una polvere di zirconia ad alta resistenza, mischiata ad allumina che, dopo essere pressata su uno stampo, viene lucidata con una pasta diamantata. È venduto insieme a un cinturino Sport e a una base di ricarica esclusiva per questo modello.
I prezzi sono 1469 € per il modello con la cassa da 38 mm e 1519 € per il modello da 42 mm.

## Tabella riassuntiva
Di seguito è riportata la tabella riassuntiva dei 4 modelli dell'Apple Watch Series 2.
|                 |                |                | Apple Watch                                                                      | Apple Watch                                                                      | Apple Watch Nike+                                                                | Apple Watch Hermès                                                               | Apple Watch Edition                                                              |
| Materiali       | Materiali      | Materiali      | Alluminio anodizzato serie 7000 (color argento, grigio siderale, oro o oro rosa) | Acciaio inossidabile 316L (color acciaio inossidabile o nero siderale)           | Alluminio anodizzato serie 7000 (color argento, grigio siderale, oro o oro rosa) | Acciaio inossidabile 316L (color acciaio inossidabile)                           | Ceramica                                                                         |
| Processore      | Processore     | Processore     | Apple S2                                                                         | Apple S2                                                                         | Apple S2                                                                         | Apple S2                                                                         | Apple S2                                                                         |
| OS              | OS             | OS             | watchOS (iOS-based)                                                              | watchOS (iOS-based)                                                              | watchOS (iOS-based)                                                              | watchOS (iOS-based)                                                              | watchOS (iOS-based)                                                              |
| Display         | Cassa da 38 mm | Cassa da 38 mm | Display Retina OLED Flessibile 272 x 340 px - 1.32" (326 ppi)                    | Display Retina OLED Flessibile 272 x 340 px - 1.32" (326 ppi)                    | Display Retina OLED Flessibile 272 x 340 px - 1.32" (326 ppi)                    | Display Retina OLED Flessibile 272 x 340 px - 1.32" (326 ppi)                    | Display Retina OLED Flessibile 272 x 340 px - 1.32" (326 ppi)                    |
| Display         | Cassa da 42 mm | Cassa da 42 mm | Display Retina OLED Flessibile 312 x 390 px - 1.5" (326 ppi)                     | Display Retina OLED Flessibile 312 x 390 px - 1.5" (326 ppi)                     | Display Retina OLED Flessibile 312 x 390 px - 1.5" (326 ppi)                     | Display Retina OLED Flessibile 312 x 390 px - 1.5" (326 ppi)                     | Display Retina OLED Flessibile 312 x 390 px - 1.5" (326 ppi)                     |
| Altri output    | Altri output   | Altri output   | Feedback aptico, speaker                                                         | Feedback aptico, speaker                                                         | Feedback aptico, speaker                                                         | Feedback aptico, speaker                                                         | Feedback aptico, speaker                                                         |
| Dimensioni (mm) | Cassa da 38 mm | Cassa da 38 mm | 38,6 x 33,3 x 11,4                                                               | 38,6 x 33,3 x 11,4                                                               | 38,6 x 33,3 x 11,4                                                               | 38,6 x 33,3 x 11,4                                                               | 39,2 x 34,0 x 11,8                                                               |
| Dimensioni (mm) | Cassa da 42 mm | Cassa da 42 mm | 42,5 x 36,4 x 11,4                                                               | 42,5 x 36,4 x 11,4                                                               | 42,5 x 36,4 x 11,4                                                               | 42,5 x 36,4 x 11,4                                                               | 42,6 x 36,5 x 11,4                                                               |
| Peso (g)        | Cassa da 38 mm | Cassa da 38 mm | 28,2                                                                             | 41,9                                                                             | 28,2                                                                             | 41,9                                                                             | 39,6                                                                             |
| Peso (g)        | Cassa da 42 mm | Cassa da 42 mm | 34,2                                                                             | 52,4                                                                             | 34,2                                                                             | 52,4                                                                             | 45,6                                                                             |
| Display         | Display        | Display        | Vetro Ion-X                                                                      | Cristallo di zaffiro                                                             | Vetro Ion-X                                                                      | Cristallo di zaffiro                                                             | Cristallo di zaffiro                                                             |
| Input           | Input          | Input          | Corona digitale, multi-touch, Force Touch, microfono, Siri (con iPhone connesso) | Corona digitale, multi-touch, Force Touch, microfono, Siri (con iPhone connesso) | Corona digitale, multi-touch, Force Touch, microfono, Siri (con iPhone connesso) | Corona digitale, multi-touch, Force Touch, microfono, Siri (con iPhone connesso) | Corona digitale, multi-touch, Force Touch, microfono, Siri (con iPhone connesso) |
| Ricarica        | Ricarica       | Ricarica       | MagSafe induttivo                                                                | MagSafe induttivo                                                                | MagSafe induttivo                                                                | MagSafe induttivo                                                                | MagSafe induttivo                                                                |
| Connettività    | Connettività   | Connettività   | NFC, Bluetooth 4.0, Wi-Fi (802.11b/g/n a 2,4 GHz)                                | NFC, Bluetooth 4.0, Wi-Fi (802.11b/g/n a 2,4 GHz)                                | NFC, Bluetooth 4.0, Wi-Fi (802.11b/g/n a 2,4 GHz)                                | NFC, Bluetooth 4.0, Wi-Fi (802.11b/g/n a 2,4 GHz)                                | NFC, Bluetooth 4.0, Wi-Fi (802.11b/g/n a 2,4 GHz)                                |
| Sensori         | Sensori        | Sensori        | Accelerometro, giroscopio, cardiofrequenzimetro, sensore di luce ambientale, GPS | Accelerometro, giroscopio, cardiofrequenzimetro, sensore di luce ambientale, GPS | Accelerometro, giroscopio, cardiofrequenzimetro, sensore di luce ambientale, GPS | Accelerometro, giroscopio, cardiofrequenzimetro, sensore di luce ambientale, GPS | Accelerometro, giroscopio, cardiofrequenzimetro, sensore di luce ambientale, GPS |
| Compatibilità   | Compatibilità  | Compatibilità  | iOS 8.2 o successivo su: iPhone 5 o successivo                                   | iOS 8.2 o successivo su: iPhone 5 o successivo                                   | iOS 8.2 o successivo su: iPhone 5 o successivo                                   | iOS 8.2 o successivo su: iPhone 5 o successivo                                   | iOS 8.2 o successivo su: iPhone 5 o successivo                                   |